# ノドブチカワウソ
ノドブチカワウソ（Hydrictis maculicollis）は、哺乳綱食肉目イタチ科に分類されるカワウソ。本種のみでノドブチカワウソ属Hydrictisを構成する。サハラ砂漠以南のアフリカに分布し、おもに魚類を食べる。

## 形態

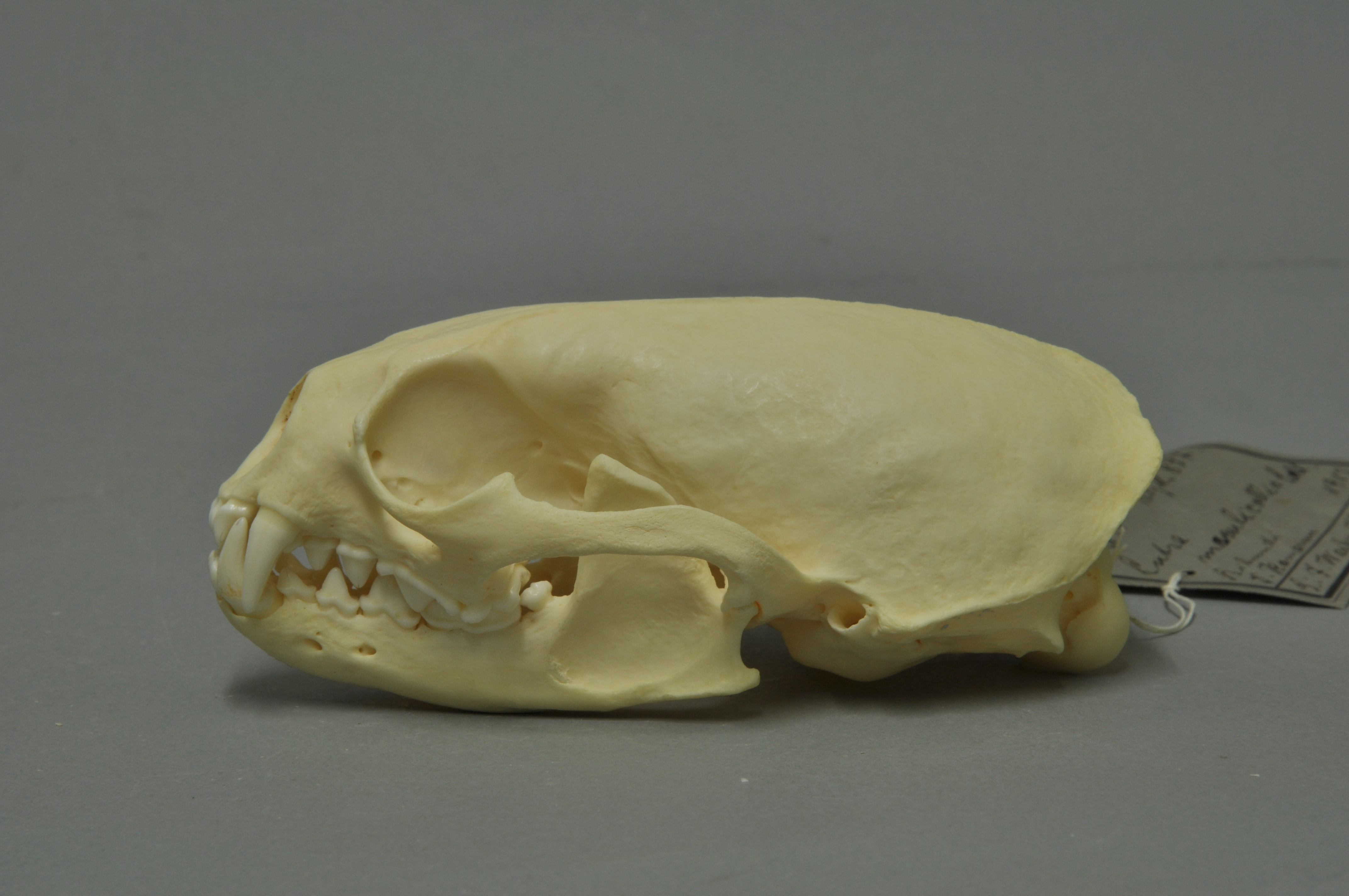
ノドブチカワウソの頭骨

比較的小型のカワウソで、オスは体長71-76cm、体重5.7-6.5kg、メスは体長57-61cm、体重3.0-4.7kg。尾は長く筋肉質で、オス・メスとも長さ39-44cm。他の多くのカワウソ同様、体は滑らかで、水かきのある足で泳ぐことができる。
個体によってかなりのばらつきがあるが、毛皮は通常、赤～チョコレート色味がかった褐色で、胸と喉にクリーム色または白色の斑点がある。頭は幅広く、口吻は短く、耳は小さく丸みを帯びており、無毛の鼻を持つ。歯は魚を食べるのに適応しており、大きく鋭い上顎犬歯、湾曲した下顎犬歯、鋭い裂肉歯がある。あごの構造も魚食に適応しており、下顎窩は下顎の顆に完全にはまり込んでおり、下顎は横に動くことがなく、魚を捕らえ、保持しやすくなっている。

## 分類
食性などの生態からカワウソ属の特徴を持つとされており、以前はカワウソ属に含める説もあった。一方で陰茎骨の形態ではツメナシカワウソ属の特徴を持つとされていた。のちにカワウソ属の他種とは区別されるようになり、独立した属として分類されるようになった。遺伝子やゲノムに基づく分子系統解析でも、旧世界に分布するカワウソ類の中では初期に分岐した系統であることが支持されている。
最大で7亜種に分ける説が提唱されたこともあったが、現在ではそれらは亜種というよりも個体変異の範疇に属すと考えられている。